# Мирна улица (Сомбор)
| Улица Мирна     | Улица Мирна                     |
| --------------- | ------------------------------- |
|                 |                                 |
| Почетак         | Улица Аврама Мразовића          |
| Крај            | Венац војводе Степе Степановића |
| Дужина          | 140 m                           |
| Ширина          | 5 m                             |
| Створена        |                                 |
| Названа         |                                 |
|                 |                                 |
|                 |                                 |
| Поглед на улицу |                                 |

Улица Мирна једна је од старијих градских улица Сомбору. Протеже се правцем који повезује Улицу Аврама Мразовића и Венац војводе Степе Степановића. 
У њој се и данас налази неколико значајних објеката.

## Име улице
Улица Мирна је и у прошлости носила исти овај назив.

## О улици
Улица Мирна је кратка улица која излази на Венац војводе Степе Степановића и из ње се пружа поглед на Цркву Светог Стефана која се налази на Венцу.
Улица је отворена за саобраћај, али се он одвија у једном правцу.
Због уског простора, као и многе друге улице у центру града, није озелењена.

## Суседне улице
- Улица Аврама Мразовића
- Венац војводе Степе Степановића

## Мирном улицом
Улицом доминира по величини двоспратна зграда Дома здравља "др Ђорђа Лазића" која се простире са њене леве стране.
Са те стране је и зграда Републичког фонда за пензијско и инвалидско осигурање и Републички фонд за здравствено осигурање.
У улици се налазе још и апотека, лабораторија, две очне куће, стоматолошка амбуланта и неколико продавница.

### Дом здравља "др Ђорђе Лазић"
На броју 2 у Улици Мирној налази се Дом здравља "др Ђорђе Лазић".
Делатност примарне здравствене заштите у граду Сомбору обавља здравствена установа Дом здравља "др Ђорђе Лазић". Ниво примарне здравствене заштите има за циљ континуирани рад на превенцији болести у свим областима медицине.
Здравствене службе које делују у оквиру Дома здравља својим активностима подмирују разнолике потребе свих популационих групација становништва, како превентивних, тако и куративних мера примарне здравствене заштите и стоматологије. Ове континуиране активности спроводе се у службама примарне здравствене заштите и то:
- Служби за здравствену заштиту деце предшколског узраста
- Служби за здравствену заштиту деце школског узраста
- Служби за здравствену заштиту жена
- Служби за здравствену заштиту одраслог становништва
- Служби за здравствену заштиту радника
- Служби хитне медицинске помоћи
- Служби за кућно лечење и медицинску негу
- Служби поливалентне патронаже
- Служби за лабораторијску дијагностику
- Стоматолошкој служби[1]

## Зграда ПИО
Масивно двоспратно здање Окружне канцеларије за лечење и осигурање, на углу Мирне улице и Венца војводе Степе Степановића, које и данас има исту намену, саграђено почетком тридесетих година 20. века у стилу арт-декоа – ране модерне. Данас је то Републички фонд за пензијско и инвалидско осигурање и Републички фонд за здравствено осигурање.

## Остали објекти у Мирној улици
- На броју 2 налази се апотека Випера.
- На броју 6 налази се Лабораторија Југолаб – Лабораторија за медицинску биохемију.
- На броју 6 налази се Оптик центар Милошев.
- На углу са Венцем војводе Степе Степановића, на броју 8 налази се Оптика са центром за корекцију вида и слуха компаније "Сани Оптик".

## Галерија
- "Сани оптик"
- Лабораторија "Југолаб" и Оптик центар "Милошев"
- Апотека "Випера"
- Стоматолошка ординација